# Tomás Frías Ametller
Tomás Frías Ametller (Potosí, 21 de dezembro de 1804 — Florença, 10 de maio de 1884) foi um político boliviano e presidente de seu país.